# Samuel Flores
Samuel Flores est un élevage (ganadería) espagnol de toros de lidia du XXe siècle et du début du XXIe siècle. Il se déploie dans deux propriétés : celle de Manuela Agustina López Flores, appelée « Los Alarcones », située à Baños de la Encina (province de Jaén, dans la  communauté autonome d'Andalousie) avec une devise bleue, incarnat, et blanc ; et celle de Samuel Flores Romano, appelée « El Palomar », située à Povedilla (province d'Albacete, Castille-La Manche), avec une devise bleue, incarnat, et or.

## Historique
L'élevage a été fondé en 1796 par Gil Flores, dont Samuel Flores Romano, actuel propriétaire, est le septième descendant. Samuel utilise toujours le fer d'origine en forme d'un grand F. Le troupeau était alors composé essentiellement de race Jijona à laquelle fut ajouté du bétail Veragua, et Santa Coloma.  En 1926, le fer fut donné à la mère de Samuel Flores : Manuela Augustina López Flores. Samuel Flores  possède aussi le fer de la ganadería Olea, son grand-oncle ayant racheté la ganadería Olea (fer en forme de O).  Il y a eu ensuite beaucoup d'ajouts  d'origine Parladé avec l'achat  d'une partie de la ganadería Gamero Civico.
L'ancienneté dans les arènes de Madrid remonte au 22 avril 1928 pour Samuel Flores, et  au 25 septembre 1864 pour Manuela Agustina.
L'élevage a connu des difficultés de 1965 à 1989, lorsque Samuel (« Samuelito ») a reçu l'héritage alors qu'il était jeune et inexpérimenté.

## Présentation
La propriété de Manuela Agustina, mère de Samuel Flores, est le domaine de mâles et des sementales, avec des taureaux impressionnants, combatifs, aux cornes effilées, souvent dirigées vers le haut. Au troisième tercio, ils sont connus pour leur noblesse et leur caste.
La propriété « El Palomar » de Samuel Flores Romano regroupe essentiellement des vaches dont certaines sont combattues dans l'année. Elle est le siège d'une Société : Sociedad Agropecuaria Sierra Morena que dirige Samuel Flores.